# Mozilla
Mozilla – przeglądarka internetowa.

Mozilla logo 2024

Pierwotnie była to nazwa kodowa silnika dla przeglądarki Netscape Navigator. Słowo „Mozilla” powstało z połączenia słów Mosaic (nazwy jednej z pierwszych przeglądarek internetowych) i killer (zabójca).

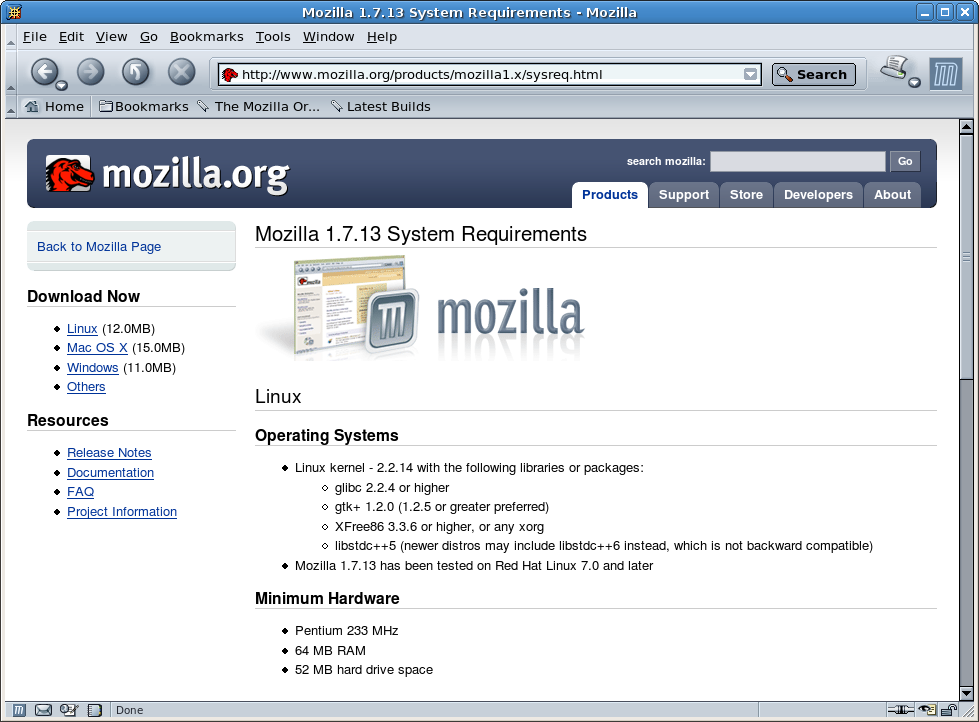
Mozilla Application Suite w systemie Linux

Później, po przegranej wojnie przeglądarek, firma Netscape Communications utworzyła projekt nazwany Mozilla, którego celem miało być udoskonalenie przeglądarki Netscape Navigator jako programu open-source. Efektem tych prac było stworzenie bliźniaczych programów Netscape Navigator 6.x i pakietu Mozilla Application Suite.
Później projekt Mozilla został przekształcony w Fundację Mozilla, która miała zajmować się dalszym rozwojem pakietu Mozilla Application Suite.
Ostatecznie na bazie pakietu Mozilla Application Suite powstał szereg programów, z czego najbardziej znanymi są: przeglądarka internetowa Firefox i klient poczty Mozilla Thunderbird. Sam pakiet Mozilla Application Suite nie jest już rozwijany. Jego bezpośredni następca to SeaMonkey.
Wzrost popularności przeglądarki Firefox spowodował utworzenie komercyjnego skrzydła samej fundacji, które zostało nazwane Mozilla Corporation.